# ميافارقين
سلوان (بالكردية: Silîvan) (بالتركية: Silvan) والمعروفة تاريخيًا باسم مَيَّافارِقين (بالكردية: فارقين، Farqîn) (النسبة إليها فارقي أسقطوا بعض حروفها لكثرتها (لسان العرب، مادة فرق) (سريانية: ܡܝܦܪܩܝܛ مَيپَرقيط) هي مدينة ومقر مديرية سلوان التابعة لمحافظة ديار بكر التركية. وبلغ عدد سكانها 86٫161 نسمة في عام 2022. ميافارقين من مدن الجزيرة الفراتية القديمة، وكانت عاصمة الإمارة المروانية الكردية. اشتقَ اسم سلوان من اللفظة الكردية لاسم سليمان، نسبةً إلى إمارة سليمان الكردية التي حكمت المنطقة من القرن الخامس عشر حتى عام 1838م.
تقع ميافارقين في شمال شرق ديار بكر، بين دجلة والفرات، فيها آثار إسلامية ومسيحية وفارسية، وعرفت بشهدائها المسيحيين الفرس. وهي تعتمد على الزراعة، وبها صناعات محلية يدوية تقليدية.

## تاريخها
تعتبر ميافارقين من أشهر المدن الإسلامية بديار بكر، سميت «بميّا بنيت» لأنها أول من بناها، وقالوا: مابني منها بالحجارة فهو بناء انوشيروان بن قباذ، وما بني منة عهد المسيح، بناها مّروثا بن ليوطا، وكان ربّ ماشية، وكان الفرس مجاوريه، فكانوا يغيرون عليه ويأخدون مواشيه، فعمد إلى أرض «ميافارقين» وبني فيها المدينة، وحصنها وأحكم بناءها.
ولما عرف الملك الرومي
قسطنطين أمر وزراءه الثلاثة فبنى كل واحد منهم برجاً من بروجها، هي «برج الرومية» و «برج الراوية» المعروف ببرج على بن وهب، و«برج باب الربض»، وكان على الأبراج اسم الملك وأمه هيلانة، وكان للمدينة ثمانية أبواب منها: «باب أرزن» المعروف بالخنازير، وباب قولنج، و«باب الطّبالين»، و«باب المرآة» لأن عظيمة يشرق نورها إذا طلعت الشمس على ما حولها من الجبال، و«باب الشهوة»، و«باب الفرح والغم» حيث ثمة صورتان منقوشتان، صورة الفرح تمثل رجلاً يلعب بيديه، وصورة الغم تمثل رجلاً قائماً على رأسه صخرة جماد، فلذلك لا يبيت أحد من ميافارقين مفموماً الا النادر. وسمي هذا الباب لاحقاً باب «القصر العتيق» الذي بناه بنو حمدان.
وظلت «ميافارقين» بأيدي الروم إلى أيام قباد بن فيروز ملك الفرس الذي غزا ديار بكر وربيعة وافتتحها وسبى أهلها، ثم ملك بعد ابنه انوشيروان. ثم غلب عليها الروم ثانية زمن هرقل.
إلى أن جاء المسلمون فافتتحوها، ففتحها خالد بن الوليد والأشتر النخعي، فتحت عنوة، وقيل صلحاً على 50 ألف دينار.
وكان المسلمون لما نزلوا عليها بمرج هناك على عين ماء فنصبوا رماحهم بالمرج فسمى ذلك الموضع عين البيضة، وإياها عنى المتنبي في قوله واصفاً جيش سيف الدولة الحمداني:
حاصر التتار بقيادة هولاكو مدينة ميافارقين حصاراً شديداً، وجاءت جيوش مملكتي أرمينيا والكرج (جورجيا) لتحاصر ميافارقين من الناحية الشرقية، وكان هذا الحصار الشرس في شهر رجب سنة 656 هجرية - بعد الانتهاء من تدمير بغداد بحوالي أربعة شهور. وصمدت المدينة، وظهرت فيها مقاومة ضارية، وقام الأمير الكامل محمد يشجع شعبه على الثبات والجهاد. وسقطت المدينة بعد حصار دام عامين، بعد نفاد المؤن والذخيرة.

### التاريخ الحديث

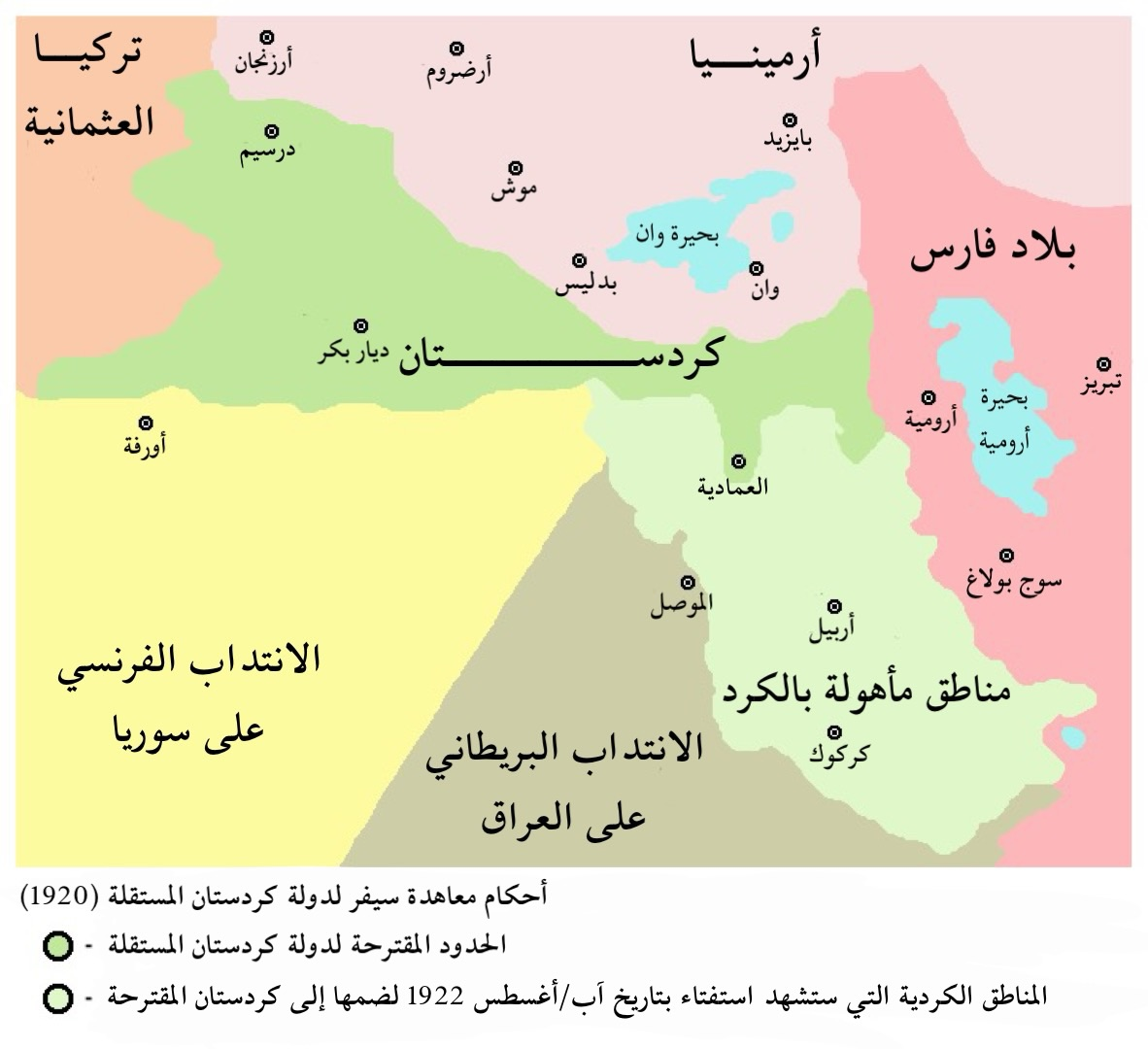
أحكام معاهدة سيفر لدولة كردستان المستقلة لعام 1920.

وفقاً لمعاهدة سيفر التي رسمت حدود الشرق الأوسط بعد تقسيم الدولة العثمانية، خضعت المنطقة لحكم بريطانيا وفرنسا. قُدم واتفق في عام 1920 على إقتراح لتشكيل دولة كردستان والتي قدمت تصورًا مبدئيًا على حدودها الرسمية في جنوب شرق الأناضول كبداية. إلا أنه بعد معاهدة لوزان، ضُمت مناطق واسعة من دولة كردستان المقترحة إلى تركيا، ليفشل الكرد بعدها في تكوين دولة وتشهد المنطقة قرناً من الصراع عرفت باسم الصراع التركي الكردي. وكانت سلوان من المدن التي شهدت معارك شرسة بين حزب العمال الكردستاني والجيش التركي.

## السكان
يبلغ عدد سكان مدينة ميافارقين (سلوان) اليوم حوالي 90 ألف نسمة.